# یوگنی گرمانوویچ وادالازکین
یوگنی گرمانوویچ وادالازکین
(زادهٔ ۲۱ فوریه ۱۹۶۴ در کی‌یف اتحاد جماهیر شوروی سوسیالیستی) نویسنده و منتقد ادبی روسی است.
وی دکترای علوم فیلولوژی دارد.
۲۱ فوریه ۱۹۶۴ در کی‌یف چشم به جهان گشود.
سال ۱۹۸۶ از دانشکده فیلولوژی دانشگاه ملی تاراس شفچنکو کی‌یف فارغ‌التحصیل شد. در همان سال در انستیتو ادبیات روسی فرهنگستان علوم اتحاد جماهیر شوروی سوسیالیستی ru:Пушкинский Домخانهٔ پوشکین که در رأس آن دمیتری لیخاچف قرار داشت وارد مقطع دکترا شد.
پس از دفاع از پایان‌نامه خود در مورد ترجمه تاریخ بیزانسی اثر ru:Георгий Амартолen:George Hamartolosجورج هامارتولوس (۱۹۹۰) در همان‌جا مشغول به کار می‌شود.
دکترای علوم فیلولوژی (۲۰۰۰)، موضوع پایان‌نامه (رساله علمی): تاریخ جهانی در ادبیات روسی باستان (بر اساس روایت کرنوگراف و پایا قرن‌های ۱۱ الی ۱۵). وی عضو هیئت تحریریه مجله [[:ru:Ð%A0усская литература (журнал)]]«ادبیات روسی» و سردبیر مجموعه «متن و سنت» خانه پوشکین به اتفاق باغ موزه «یاسنایا پولیانا» است.
در سال ۲۰۱۵ متن «املای همگانی» را نوشت. در ژوئن ۲۰۱۷ او به عنوان دکتر افتخاری دانشگاه بخارست انتخاب شد. از سال ۲۰۱۷ ستون نویس روزنامه ایزوستیا بوده‌است.
به نقل از روزنامه گاردین، رمان ru:Лавр (роман) «لوروس» نوشتهٔ یوگنی وادالازکین جزو ۱۰ کتاب برتر ادبیات جهان با موضوع خدا شد.
در رده‌بندی بهترین نویسندگان روسی منتشرشده توسط نشریه Russia Beyond the Headlines جایگاه بیست و پنجم را احراز کرد. (بالاترین رتبه در میان نویسندگان در قید حیات).
در سال ۲۰۱۶ اندیشمند مذهبی، اسقف اعظم کانتربری، روون ویلیامزروون ویلیامز، سخنرانی خود را رمان «لوروس» وادالازکین اختصاص داد: «A Curious Novel: Postmodernism and Holy Madness" (TEDхOxBridge, 5 اوت ۲۰۱۶ Архивная копия от ۱۱ декабря ۲۰۲۰ на Wayback Machine).
به نقل از روزنامه متروپلیس رمان «هوانورد» نوشته وادالازکین در صدر ۱۰ کتاب برتر منتشر شده در رومانی در سال ۲۰۱۷ قرار گرفت. در سال ۲۰۱۹ رمان «لاور» به عنوان کتاب سال اسلواکی شناخته شد.
در سال ۲۰۱۷ برنده جایزه [[:ru:Международный культурный фестиваль %C2«Ð%A0ÑÑÑÐºÐ¸Ð¹ Ð%A0им%C2»|جشنواره بین‌المللی فرهنگی «رم روسی»]] شد.
در سال ۲۰۱۸ در دانشگاه یاگیلونیا کنفرانس علمی بین‌المللی «نام‌های مهم ادبیات معاصر روسی: یوگنی وادالازکین (کراکوف، ۱۹–۱۷ می ۲۰۱۸) برگزار شد که ۹۱ محقق از ۱۹ کشور جهان در آن شرکت کردند.
۲۰ نوامبر ۲۰۱۸ وارد شورای فرهنگ و هنر ریاست جمهوری شد.
در سال ۲۰۱۹ به عضویتِ شورای عمومی تحت کمیته فرهنگ دومای کشوری روسیه درآمد.
وی در سنت پترزبورگ زندگی می‌کند. همسر ایشان خانم تاتیانا رودی، منتقد ادبی و دخترشان ناتالیا وادالازکین است.
مسابقه شعرخوانی دانشگاه آزاد اسلامی واحد تهران شمال
در روز یکشنبه ۲۴ اردیبهشت ۱۴۰۲ با حضور افتخاری جنابru:Водолазкин, Евгений Германович یوگنی گرمانوویچ وادالازکین به عنوان رئیس هیئت داوران مسابقه و همسر ایشان خانم تاتیانا رودی در دانشگاه آزاد اسلامی واحد تهران شمال مسابقه شعرخوانی و داستان‌خوانی به زبان روسی در این واحد برگزار شد.
آثار ترجمه‌شده
کتاب «هوانورد» نوشته وادالازکین با ترجمه زینب یونسی به همت انتشارات نیلوفر منتشر شده‌است. همچنین به‌زودی کتاب «بریزبن» وادالازکین با ترجمه نرگس سنایی به همت نشر نو منتشر می‌شود.
نمایشگاه کتاب
به گزارش ایسنا، نشست ویژه شهر کتاب در روز شنبه ۲۳ اردیبهشت ۱۴۰۲ با حضور یوگنی وادالازکین، زهرا محمدی، زینب یونسی و نرگس سنایی برگزار شد و به نقد و بررسی آثار این نویسنده اختصاص داده شد.
- تاریخ جهان در ادبیات روسی باستان. مونیخ، ۲۰۰۰؛ چاپ دوم: سن‌پترزبورگ، ۲۰۰۸. ۴۸۸صفحه. ۱۰۰۰ نسخه.
- دمیتری لیخاچف و عصر وی:خاطرات، مقاله، رساله، اسناد و تصاویر. سن پترزبورگ: انتشارات لوگوس ۲۰۰۲. ۴۲۴ صفحه. چاپ دوم: سن‌پترزبورگ، ۲۰۰۶. ۲۰۰۰ نسخه.
- ربودن اروپا- سن پترزبورگ: انتشارات لوگوس، ۲۰۰۵. ۴۱۶ص. ۲۰۰۰ نسخه.
- سولوویف و لاریونوف. مسکو: ru:Новое литературное обозрение (издательство)بررسی ادبی جدید، ۲۰۰۹. ۳۴۲ص. ۱۰۰۰ نسخه.
- بخشی از زمین که توسط آسمان احاطه شده‌است: متون و تصاویر سولووتسکی- سنت پترزبورگ: انتشارات لوگوس، ۲۰۱۱. ۷۸۴ص. ۱۰۰۰ نسخه.
- ابزار زبان: دربارهٔ مردم و کلمات: مقاله. انتشارات آسترل، ۲۰۱۲. ۳۴۹ ص. ۳۰۰۰ نسخه.
- en:Laurus (book)لوروس]] ru:Лавр (роман)"Лавр"]]: شرکت با مسئولیت محدود «ACT» هیئت تحریریه ru:Шубина, Елена Данииловнаالنا شوبینا، ۲۰۱۲. ۴۴۸ ص. ۲۵۰۰ نسخه (شمارگان کل بیش از ۱۵۰۰۰۰ نسخه است.
- دوستان نزدیک: داستان/ مجله زنامیا، ۲۰۱۳. شماره ۳–۲۹۶ ص.
- کاملاً یک زمان دیگر: مجموعه داستان- شرکت با مسئولیت محدود"ACT"، ۲۰۱۳.

۴۸۰ص. ۴۰۰۰ نسخه
- تیر قرمز[داستان، مقاله] شرکت با مسئولیت محدود «ACT»، ۲۰۱۳. ص. ۷۰۳. ۴۰۰۰ نسخه.
- کودکان روسی: ۴۸ داستان دربارهٔ کودکان/ سنت پترزبورگ: انتشارات Азбука-Аттикус، ۲۰۱۳. ص۸۰۰. ۱۰۰۰۰ نسخه
- متن و سنت. سال‌نما. سنت پترزبورگ. روستوک. ۲۰۱۹-۲۰۱۳-۱۰۰۰ نسخه
- خانه و جزیره یا ابزار زبان: مقاله. ۳۷۷ص. ۳۰۰۰ نسخه.
- زنان روسی: ۴۷ داستان دربارهٔ زنان/سنت پترزبورگ: انتشارات Азбука-Аттикус ۲۰۱۴. ص ۴۶۰. ۷۰۰۰ نسخه
- دنیای کودکان (مجموعه داستان) هیئت تحریریه النا شوبینا ۲۰۱۴. ۴۳۲ص. ۷۰۰۰نسخه.
- یک جفت نمایش‌نامه. ایرکوتسک:ناشر ساپرونوف، ۲۰۱۴. ۱۷۴ ص. ۱۳۰۰ نسخه.
- همه چیز دربارهٔ خانه من:[داستان، مقاله]. ۷۸۱ص. ۳۵۰۰ نسخه.
- فریم ثابت. نوستالژی:[داستان، مقاله]۲۰۱۵. ۴۷۷۶ص. ۳۰۰۰نسخه.
- یک تراموا بر روی رود ru:Неваنوا:داستان برنده «Большая книга». نسخه ۶۰۰۰.
- درام‌های سنت پترزبورگ - سنت پترزبورگ: ۵۰۰۰نسخه. ۲۵۶ ص.
- روسیه-ایتالیا: سفره‌های ادبی: ru:Время (издательство)انتشارات زمان، ۲۰۱۶. ۴۴۸ص. ۱۰۰۰ نسخه.
- هوانورد: ۴۱۶ص. (آثار کلاسیک جدید روسی). ۱۵۰۰۰ نسخه.
- همه در باغ[داستان، مقاله]. ۴۷۸ص. ۲۵۰۰ نسخه.
- حقایق بدیهی. ۱۰۰۰۰نسخه.
- زندگی در سنت پترزبورگ: از کاخ تا باغ، از گانگوسک تا شپالریانا. داستان‌های شخصی/۱۲۰۰۰نسخه.
- احساسات بزرگ. حقایق بدیهی. ۷۰۰۰نسخه.
- چه خوشبختی! در نثر و نظم. ۵۰۰۰نسخه. ۴۲۹ صفحه.
- بازی ملی: نویسندگان روسی دربارهٔ فوتبال
- چگونه ما می‌نویسیم: نویسندگان دربارهٔ ادبیات، زمان و خودشان. رساله.
- بریزبن.
- دورِ دور
- روس‌ها به کمک تایتانیک می‌شتابند.
- سوبولف ناپیدا: افسانه//مجله مجله هارپرز بازار:روسیه۲۰۱۹.
- رفتن بدون لرز:میان ادبیات و زندگی
- داستان‌های عاشقانه: کتاب به‌خاطر کسانی است که به یکدیگر رسیدند، همانهایی که پیوند دادنشان غیرممکن است. مجموعه/سنت پترزبورگ: مطبوعات لمبس، ۲۰۲۰. ۳۰۰۰ نسخه.
- نقیضه‌پرداز: نمایش‌نامه
- موزه: نمایش‌نامه

و سایر آثار.
در سال ۲۰۲۱ کار بر روی فیلم‌برداری رمان «هوانورد» آغاز شد.
قرار بود برادران اولگ و ولادیمیر پرسنیاکف با مشارکت وادالازکین فیلم‌نامه این فیلم بلند را بنویسند.
فیلمبرداری برای پاییز سال ۲۰۲۱ و اکران آن برای نیمه دوم سال ۲۰۲۲ برنامه‌ریزی شده‌بود اما این پروژه عملی نشد.
در اکتبر سال ۲۰۲۲ وادالازکین اعلام کرد که دانیلا کوزلوفسکی کارگردان «هوانورد» خواهد بود.
فیلم قرار است تا پایان سال ۲۰۲۳ اکران شود.
https://ru.m.wikipedia.org/wiki/Водолазкин,_Евгений_Германович
1. ↑  «دانشگاه آزاد اسلامی واحد تهران شمال». https://ntb.iau.ir/fa/news/11500/میزبانی-مسابقه-شعرخوانی-و-داستان-خوانی-به-زبان-روسی-در-دانشگاه-آزاد-اسلامی-واحد-تهران-شمال. پیوند خارجی در |وبگاه= وجود دارد (کمک)
2. ↑  «دانشگاه آزاد اسلامی واحد تهران شمال». https://ntb.iau.ir/fa. پیوند خارجی در |وبگاه= وجود دارد (کمک)
3. ↑  «خبرگزاری ایسنا».
4. ↑  «خبرگزاری ایسنا».